# Persévérance (1896)
Pour les articles homonymes, voir Persévérance.
Le Persévérance (3e du nom) est un quatre-mâts barque à dunette et gaillards courts, à coque d'acier, construit pour l'armement Bordes  par les Forges et Chantiers de la Méditerranée de La Seyne-sur-Mer.

## Histoire
« Persévérance et Union » étaient la règle de conduite de l'armateur A.D. Bordes ; ainsi certains de ses navires portèrent ces noms.

Le Persévérance faisait partie d'une série de quatre-mâts dite « de prime » qui fut mis au service du transport du nitrate chilien vers les ports de Nantes, Saint-Nazaire, Brest et La Rochelle.
Ses deux meilleures traversées furent celles de 1897 d'Iquique au cap Lizard en 74 jours, et celle de 1898 de la Manche à Valparaiso en 71 jours.

### Militarisation
Le Persévérance fut le premier voilier de l'armement Bordes à recevoir des canons, en février 1917, pour pouvoir riposter aux attaques des sous-marins allemands. Il fut équipé de deux pièces de 90, montés en avant des haubans d'artimon, position limitant leur champ de tir.
Lors d'un voyage retour du Chili avec une cargaison de 4 000 tonnes de nitrate de soude en direction de Saint-Nazaire, il rencontre un sous-marin allemand au large de Belle-Île, le 24 septembre 1917. Devant des difficultés de tir et étant hors de portée, l'équipage, sous le tir du sous-marin UC-63, rejoint les baleinières pour quitter le voilier. Les Allemands coulent le navire avec deux charges d'explosifs.

## Autres navires ayant porté ce nom
- Le trois-mâts carré Persévérance (1er du nom), construit en 1855 au chantier Bichon frères à Lormont, se perdit sur l'île de Ré en 1877.
- Le quatre-mâts carré en fer Persévérance (2e du nom), construit en 1886 par le chantier Thomson de Glasgow, disparut en 1891.